# 浏阳河街道
浏阳河街道是中华人民共和国湖南省长沙市开福区下辖的一个街道。

## 行政区划
浏阳河街道下辖以下村级行政区划单位：
毛家垅社区、陈家渡社区、史家坡社区和双河社区。